# Mami Yoshida
Mami Yoshida (jap. 吉田真未 Yoshida Mami; ur. 5 czerwca 1986 w Saigawa, w Japonii) – japońska siatkarka grająca jako libero. Obecnie występuje w drużynie Pioneer Red Wings.